# Petagnaea
Petagnaea je monotipski rod štitarki, čija je jedina vrsta trajnica P. gussonei, endemična za planine Nebrodi (sjeveroistočna Sicilija) i poznata je samo na 21 lokaciji raštrkanoj na 69,5 km² od 240 do 1450 m. nadmorske visine. Raste na rubovima higrofilnih vegetacijskih pojaseva koji graniče sa zasjenjenim šumama uz stalne planinske potoke. U nekim slučajevima javlja se i u blizini slatkovodnih izvora.
Rod je opisan 1894.

## Sinonimi
- Heterosciadium DC.
- Petagnia saniculifolia Guss.
- Sison gussonianum Balb. ex DC.
- Sison gussonii Spreng.